# Municipio de Lower
El municipio de Lower (en inglés: Lower Township) es un municipio ubicado en el condado de Cape May en el estado estadounidense de Nueva Jersey. En el año 2010 tenía una población de 22 866 habitantes y una densidad poblacional de 284,05 personas por km².

## Geografía
El municipio de Lower se encuentra ubicado en las coordenadas 38°58′30″N 74°53′59″O / 38.97500, -74.89972.

## Demografía
Según la Oficina del Censo en 2000 los ingresos medios por hogar en el municipio eran de $38,977 y los ingresos medios por familia eran $45,058. Los hombres tenían unos ingresos medios de $35,201 frente a los $24,715 para las mujeres. La renta per cápita para la localidad era de $19,786. Alrededor del 7.7% de la población estaba por debajo del umbral de pobreza.